# Svatojánské bratrstvo při kostele na Skalce
Svatojánské bratrstvo při kostele na Skalce je náboženský spolek, navazující na činnost nejstaršího a nejvýznamnějšího svatojánského bratrstva, založeného v roce 1706 při dřevěné kapli na místě dnešního kostela, která zde stála od roku 1696. Jelikož v té době nebyl Jan Nepomucký ještě svatořečen, původní název bratrstva byl Zbožné bratrstvo Panny Marie ku cti Jana Nepomuckého. Z vlastních prostředků financovalo výstavbu kostela svatého Jana Nepomuckého na Skalce. Náplní bratrstva byly modlitby, mše a dobročinné aktivity. Ke své činnosti mělo schválené stanovy. Mezi členy byli i členové císařské rodiny, šlechty, profesorský sbor pražské univerzity, ale i prostí lidé. V bratrstvu byli muži i ženy a značnou část členstva tvořili kněží. Nejznámější členkou byla císařovna Marie Terezie.
Bratrstvo zrušil císař František I., ale v roce 1852 kardinál Bedřich Schwarzenberg tuto instituci obnovil. Nový spolek měl brzy opět tisíce členů. Jeho činnost byla ale počátkem 50. let 20. století opět zakázána, tak jako činnost řady jiných katolických spolků. 
Obnovení bratrstva iniciovali organizátoři Svatojánských slavností Navalis. Došlo k němu v roce 2021, kdy Dominik kardinál Duka schválil dekretem jeho činnost.